# Кувинский район (Черкесская АО)
Кувинский район — административно-территориальная единица в составе Черкесской автономной области, существовавшая в 1935—1953 годах. Центр — аул Эрсакон.
Кувинский район был образован 23 января 1935 года в составе Черкесской АО Северо-Кавказского края.
13 марта 1937 года Черкесская АО вошла в состав Орджоникидзевского (с 12 января 1943 — Ставропольского) края.
По состоянию на 1939 год в состав Кувинского района входили сельсоветы: Абаза-Хабльский, Апсуанский, Вако-Жиле, Киево-Жураковский, Ново-Кувинский, Спартанский, Старо-Кувинский, Тапанта, Эркен-Юртовский и Эрсаконский.
29 мая 1952 года из Икон-Халкского района в Кувинский был передан Баралкинский с/с.
20 августа 1953 года к Кувинский район был упразднён, а его территория передана в Икон-Халкский район.